# Armenia (Colòmbia)

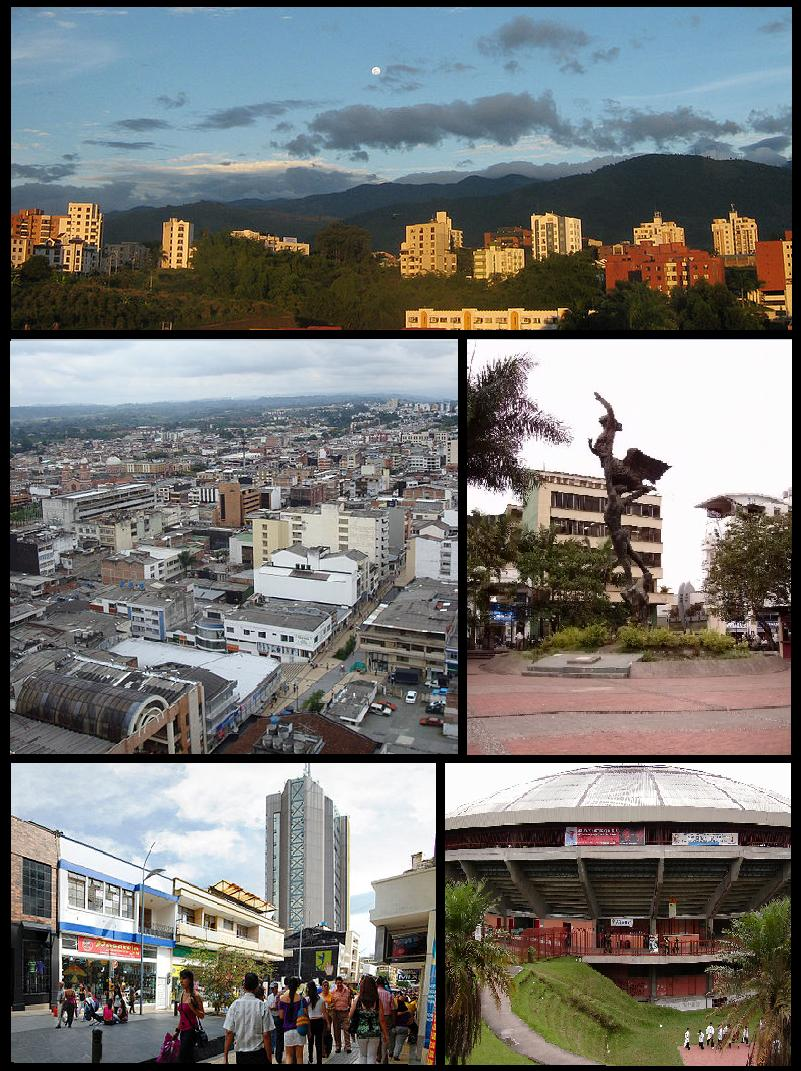
Diferents indrets de la ciutat

Armenia és la capital del Departament de Quindío, un dels 32 Departaments de Colòmbia. Ubicada a l'Eix cafeter, la vila està situada a les coordenades 4,5170 ° de latitud nord, 75,6830 ° oest, 290 quilòmetres a l'oest de Bogotá. Armenia és una ciutat de grandària mitjana, ubicada entre Bogotá, Medellín i Cali, les tres ciutats més grans de Colòmbia. La seva temperatura mitjana oscil·la entre 18 i 22 °C.
És un dels principals centres de l'economia nacional i de l'eix cafeter colombià. Com a resultat, el centre històric d'Armènia va ser batejat com a part del "Paisatge Cultural del Cafè" del Patrimoni de la Humanitat de la UNESCO el 2011.

## Història
La ciutat va ser fundada el 14 d'octubre de 1889 per Jesús María Ocampo, també conegut com "Tigrero" (es tradueix com "assassí de tigres") per la seva afició a la caça de jaguars, coneguts localment com a tigres. Ocampo venia d'Anaime, Tolima, buscant refugi a les muntanyes del Quindío perquè fugia del general Gallo. Va pagar cent pesos en monedes d'or a Antonio Herrera pel terreny on construir una fonda, o centre de comerç, no només per a ell sinó també per a altres colons vinguts de Salento, Antioquia, Manizales i les zones que envolten el riu Quindío i Riu La Vieja. Llavors Ocampo va procedir a vendre terres per a l'assentament. Per afavorir l'assentament, Ocampo va tornar a Anaime per demanar l'ajuda del seu amic Juan de la Cruz Cardona i per casar-se amb Arsènia Cardona, de tretze anys. Sis mesos després de la seva fundació, l'agost de 1890, Armènia havia arribat a una població de 100 persones, cosa que li va permetre obtenir el reconeixement legal del govern. En la reunió de fundació de la ciutat, el 14 d'octubre de 1889, es va proposar el nom de Villa Holguín, en honor de Carlos Holguín Mallarino, l'aleshores president del país. Tanmateix, la proposta va ser rebutjada, i el nom d'Armènia va ser sotmès a votació i aprovat el 30 de novembre de 1889. Per tant, la creença que el nom va ser canviat a Armènia després del país del mateix nom, en memòria del poble armeni assassinat pels otomans turcs a les massacres d'Hamidian de 1894–97 i posteriorment el genocidi armeni de 1915-23, no està fonamentada, ja que els assassinats van succeir anys després que el poble ja fos nomenat, encara que algunes fonts ho disputen. Si bé altres fonts afirmen que el més probable és que la ciutat hagi estat rebatejada després de l'històric Regne d'Armènia, persisteixen els rumors que s'ha donat el nom d'Armènia o armenis en homenatge a les massacres d'Hamidian de la dècada de 1890, és més probable que els colons d'aquests països van prendre a la Bíblia en alguns casos en anomenar els seus assentaments.
Malgrat la ràpida expansió econòmica d'Armènia en aquell moment, els mitjans de transport encara eren molt limitats. La principal forma de transport de persones i mercaderies era en mula, a causa del terreny muntanyós que envoltava la ciutat. No va ser fins a la construcció de la primera carretera asfaltada —l'any 1927 fins a Zarzal al Departament del Valle del Cauca— que es va millorar el transport.
En l'actualitat, la ciutat combina el seu desenvolupament contemporani amb totes les vies tradicionals de l'herència dels seus avantpassats, com l'històric Camí del Libertador, el camí que va utilitzar l'alliberador de Colòmbia del segle xix Simón Bolívar per traslladar el seu exèrcit entre l'oest del país i Santa Fe de Bogotà durant la seva reeixida campanya d'independència d'Espanya, actualment una de les dues principals destinacions turístiques de Colòmbia. A causa del seu homònim, molts turistes armenis també visiten la ciutat.
S'estima que un gran terratrèmol, d'aproximadament 6–7 de magnitud, afectarà aquesta zona cada 20 anys a causa de l'alta activitat sísmica. Es pot explicar per la Triple Cruïlla de Galápagos, que es troba a l'angle nord-oest de la placa sud-americana on conflueixen les plaques de Nazca, Cocos i Pacífic.

### Terratrèmol de 1999
El dilluns 25 de gener de 1999, un terratrèmol de 6,2 ML va tenir lloc al Quindío. L'epicentre es va localitzar a 17 km al sud d'Armènia. El terratrèmol va ser un dels esdeveniments més devastadors que s'han produït a Colòmbia en la història recent, amb aproximadament 1.900 víctimes. El terratrèmol també es va sentir a Risaralda, Valle del Cauca, Tolima, Antioquia i Cundinamarca, però Armènia va ser la ciutat més afectada. En només 15 anys, la ciutat es va reconstruir, convertint-se en una de les destinacions turístiques més visitades de Colòmbia.

## Geografia
La ciutat d'Armènia es troba a 290 quilòmetres a l'oest de Bogotà a una alçada de 1.483 m., Coordenades geogràfiques, les següents: 4.3270° latitud nord 75.4120° longitud oest. Té una superfície de 121 km². Limita al nord amb els municipis de Circasia i Salento, a l'oest amb el municipi de Montenegro, a l'est amb el municipi de Calarcá i al sud amb el municipi de La Tebaida. Armènia està situada a prop del centre de la serralada a uns 35 km de la seva part més alta. El clima de la ciutat d'Armènia és variat, la temperatura mitjana oscil·la entre 16 i 23 °C.

## Economia
Armènia es coneix sovint com "Ciudad Milagro" a causa del seu ràpid creixement i desenvolupament urbà. El centre de la ciutat inclou una passarel·la per a vianants de nou illes, vorejada per botigues i restaurants, que travessa el centre de la ciutat i connecta dues de les places de la ciutat. El comerç principal de l'economia local encara es basa en la producció de cafè, plàtans i plàtans. Al sud de la ciutat, a mesura que s'acosta al nivell del mar, la temperatura afavoreix no només l'economia agrícola del Quindío, sinó una renovada indústria turística en forma de xalets de lloguer, parcs temàtics, ecohotels i centres d'oci familiar, sense excloure. preferits de tots els temps, com ara restaurants de cuina local, centres d'exposicions i clubs rurals especialitzats en pesca, tennis, golf, curses de carros i altres esports. Encara existeixen moltes plantacions tradicionals als voltants i moltes ofereixen allotjament i esmorzar i paquets d'" ecoturisme ". La ciutat compta amb un modern aeroport internacional L'aeroport internacional El Edén amb enllaços diaris amb Bogotà, Cartagena de Indias, Medellín, la ciutat de Panamà i Fort Lauderdale que fan de la ciutat una opció convenient per a conferències, reunions, negocis i esdeveniments socials.